# 八神健
八神 健（やがみ けん、1966年5月31日 - ）は、日本の漫画家。広島県広島市出身。埼玉県所沢市在住。代表作は『密・リターンズ!』・『ななか6/17』など。

## 略歴
- 漫画家になる前は邦宅杉太（くにやけ さんた）のペンネームで、『ジャンプ放送局』のハガキ職人をしていた（7代目レースで優勝。サングラスをかけた写真が本誌に掲載されると、個人宛のファンレターが編集部に多く寄せられた）。
- 1993年、週刊少年ジャンプで行われていた月例新人漫画賞『ホップ☆ステップ賞』に応募。同年12月期第94回で佳作を受賞。受賞作『サボテンの剣』は後に発売された短編集「ふわふら」に収録されている[1]。
- 1995年、『週刊少年ジャンプ』（集英社）にて『密・リターンズ!』を連載開始するも打ち切り終了。次作の『きりん〜The Last Unicorn〜』も短期打ち切りとなる。以降、ジャンプから離れた。
- 『ななか6/17』のパイロット版前後二話編を『週刊少年チャンピオン』（秋田書店）にて掲載。2000年53号より連載に昇格、2003年24号までの連載した。連載中の2003年1月にはテレビアニメ化もされた。
- 2006年9号から『ヤングアニマル』（白泉社）で『ふたばの教室』の連載を開始したが、思うように支持を得られず打ち切りとなった。
- 2007年、竹書房の成年向け漫画雑誌『ナマイキッ!』に読み切りを掲載。同人誌では18禁作品を過去に描いた経歴はあるが、商業誌での本格的な成人向け作品の執筆は初となった。ただし商業作品は18禁作品ではなく、いわゆる「ソフトエッチコミック」の部類に属する。
- 『チャンピオンRED』2007年9月号より、ニンテンドーDSソフト『どきどき魔女神判!』の漫画版連載を開始。2008年7月号で最終回を迎えたが、同時に続編となる『どきどき魔女神判2』の執筆を発表。2008年9月号から2009年8月号までの約1年間連載した。

## 人物
- 赤松健と親交があり、自身のHPに掲示板を設置する際に協力してもらっている仲である。
- ハガキ職人時代はいわゆる美男子（20代後半の時点でさくまあきらに「松田優作似」と評される）としても有名であった。
- ゲーム版の『どきどき魔女神判2』に彼のパロディキャラクターの「矢雅ミケ」が名前だけ登場しており、それを受けて漫画版にも自虐ネタなどを織り交ぜたキャラクターとして登場させている。現在は自身のHPで自画像の代理として載せており、さらに『どきどき魔女神判!』のリメイク版である『どき魔女ぷらす』にて立ち絵も用意されて登場した。また、同作のキャラクターデザイン担当の藤ノ宮深森が描いたミケのイラストを送られている。

## 作品リスト

### 漫画
- あおいとナミのベースボール探検隊（月刊ジャイアンツ、報知新聞社） - 原作は須野豪が担当。
- ふわふら 八神健傑作選① - 短編集。「ふわふわ」4編、第94回「ホップ☆ステップ賞」佳作受賞作『サボテンの剣』を収録。
- 密・リターンズ!（1995年 - 1996年、週刊少年ジャンプ、集英社） - 全7巻

現在集英社版は絶版。ぺんぎん書房から全3巻で復刊されたが同社倒産により再び絶版となり、宙出版よりペーパーバックの全2巻（本編全58話中40話までとAnother Story前後編を2巻に分けて）で再復刊。2011年4月より、マンガ図書館Zで公開されている。
- きりん 〜The Last Unicorn〜（1997年 - 1998年、週刊少年ジャンプ） - 全3巻
- ななか6/17（2000年 - 2003年、週刊少年チャンピオン、秋田書店） - 全12巻
  - ななか6/17+ 〜八神健短編集〜 - 2冊目の短編集。連載前に読み切り作品として掲載された『ななか6/17』パイロット版・前後2編と短編4作品を収録。
- もけもけ大正電動娘ARISA（mixwill soft 、原画）
- ありさ2（ありさのじじょう）（2004年、月刊少年エース、角川書店） - 全1巻
- ふたばの教室（2006年、ヤングアニマル、白泉社） - 全2巻
- どきどき魔女神判!（2007年 - 2008年、チャンピオンRED、秋田書店） - 全2巻
- どきどき魔女神判2（2008年 - 2009年、チャンピオンRED、秋田書店） - 全2巻
- えろまん。（仮）（2011年 - 2013年、ナマイキッ!、竹書房） - 全1巻
- ユキのいた街 八神健短編集（2013年12月、竹書房） - 3冊目の短編集。7作品を収録。
- ラブコメ彼氏と18禁彼女（2013年 - 2015年、コミックヘヴン、日本文芸社） - 全1巻
- 名探偵コナン歴史まんが 日本史探偵コナン2 弥生時代（2017年11月、小学館）

原作・青山剛昌、太田勝と共著。
- 名探偵コナン歴史まんが 日本史探偵コナン5 平安時代 十二単の好敵手（2018年3月、小学館）

原作・青山剛昌、狛枝和生と共著。

### OVA
- もけもけ大正電動娘ARISA （2005年）

同名のゲームのOVA作品で全2話。OVA第2話で一部シーンの原画とエンディングを担当。

## アシスタント
- 月島薫
- ハラヤヒロ